# Slavija

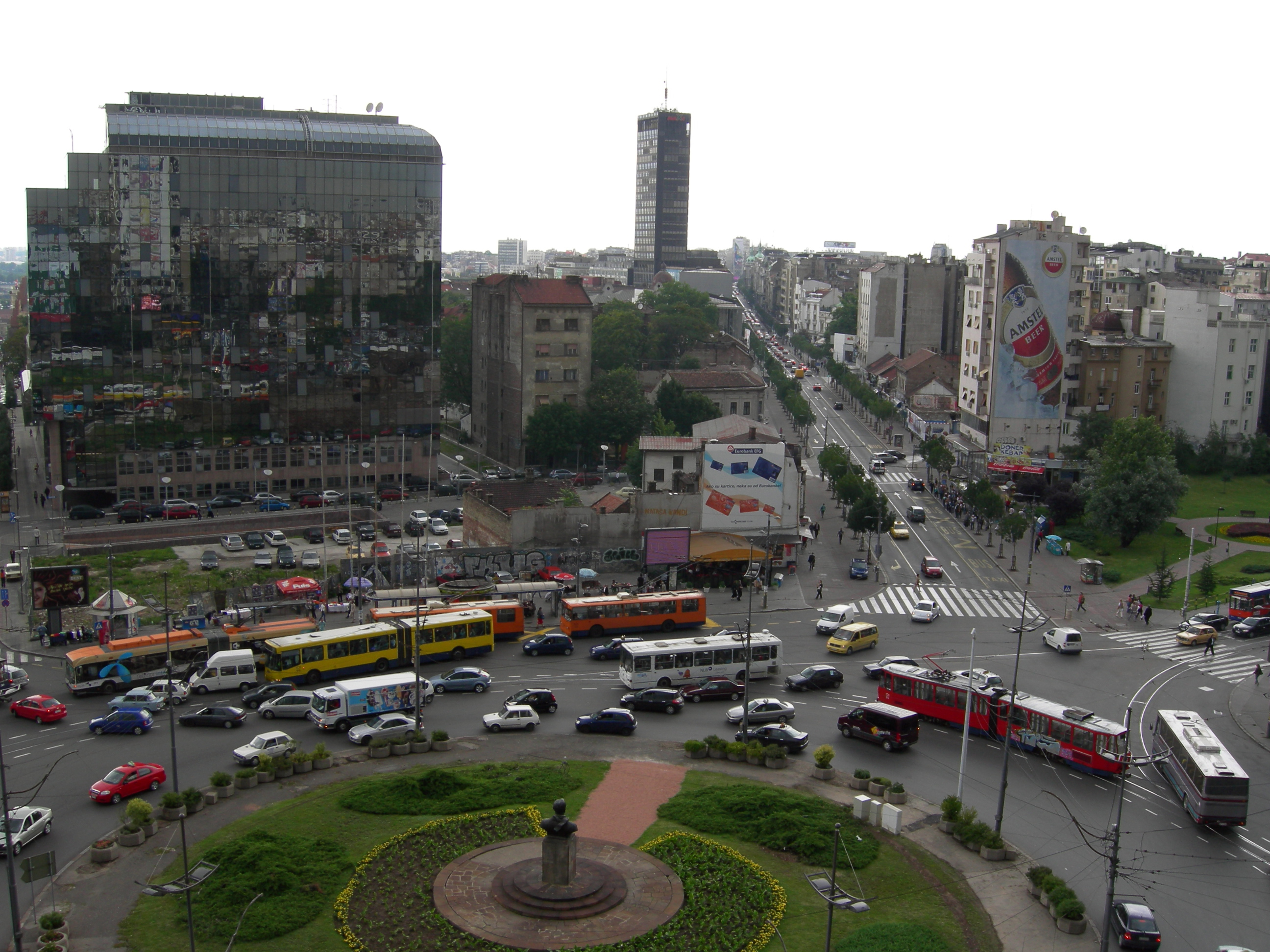
Náměstí během dopravní špičky. V pozadí je vidět mrakodrap Beograđanka.

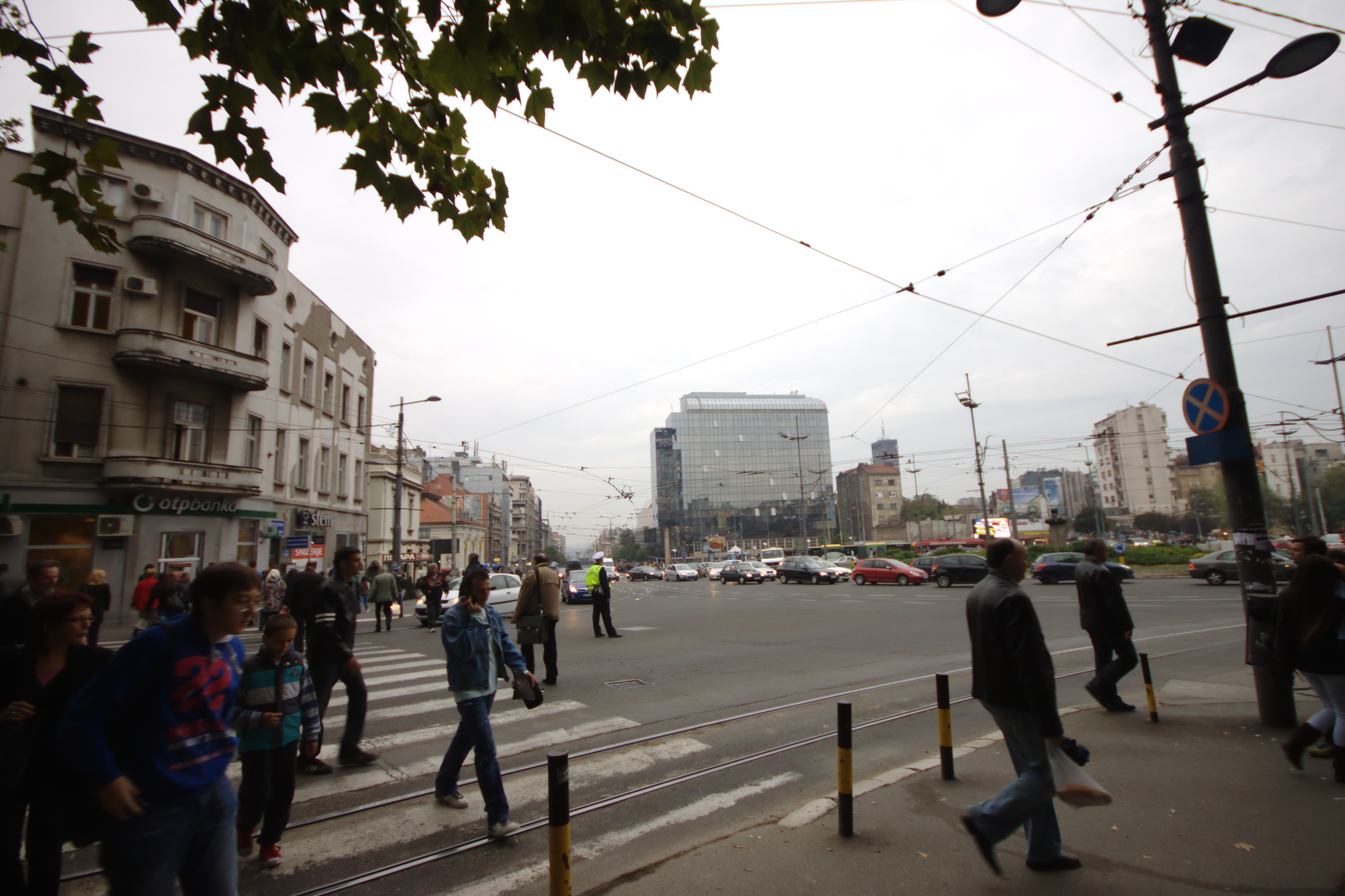
Rušný provoz na náměstí Slavija, vlevo na naroží dům postavený panem Hrníčkem.

Náměstí Slavija (srbsky v cyrilici Трг Славија, v latince Trg Slavija) je náměstí v centrální části srbské metropole Bělehradu. Nachází se cca 1,5 km jihovýchodně od třídy Terazije a administrativně spadá pod městskou část Vračar. V blízkosti náměstí se také nachází Chrám svatého Sávy.

## Historie
Náměstí začalo vznikat v závěru 19. století poté, co britský podnikatel Francis MacKenize začal investovat do této části okraje města. Proto se náměstí říkalo po nějakou dobu také Englezovac. Současný název Slavija má náměstí podle hotelu téhož jména, který si český krajan František Nekvasil postavil v roce 1886 a jako panslavista takto pojmenoval, na rohu dnešních ulic Svetog Save a Bulevar oslobođenja, na místě kde se nyní nachází hotel Slavija LUX. Ten měl v průčelý sochu Slavie s kolem namalovanými erby všech slovanských zemí. Na naměstí se nacházelo také stejnojmenné kino. V dobách existence socialistické Jugoslávie nicméně náměstí neslo název prominentního socialistického politika Dimitrije Tucoviće. V prostřední části kruhového objezdu se také nacházela jeho socha. Ta byla v průběhu rekonstrukce, která započala v roce 2015, přemístěna na severo-západní okraj naměstí. Na místo ní byla do centrální části náměstí umístěna fontána, která je nasvěcována různými barvami, a hraje různé hudební skladby. Její provoz a hudební doprovod se staly předmětem diskuze řady obyvatel Bělehradu i médií. Fontána byla zprovozněna dne 6. června 2017. Fontána byla pořízena za cenu 1,8 milionů EUR.

## Architektura a doprava
Z architektonického úhlu pohledu není okolí náměstí nijak regulováno nebo upraveno, což vede k rozsáhlé kritice místních obyvatel. Dominantu náměstí představuje výšková budova hotelu Slavija na rohu ulic Makenzijeva a Svetog Save. Některé prostory v okolí náměstí zabírají naopak nízké budovy nebo jsou prázdné a slouží jako parkoviště.
Kruhové náměstí představuje jednu z nejrušnějších dopravních křižovatek města. Nachází se zde i tramvajový kruhový objezd. Zastoupena je i autobusová a trolejbusová doprava. Dochází zde proto k častým dopravním zácpám, které ovlivňují provoz v celém městě.